# 花盤

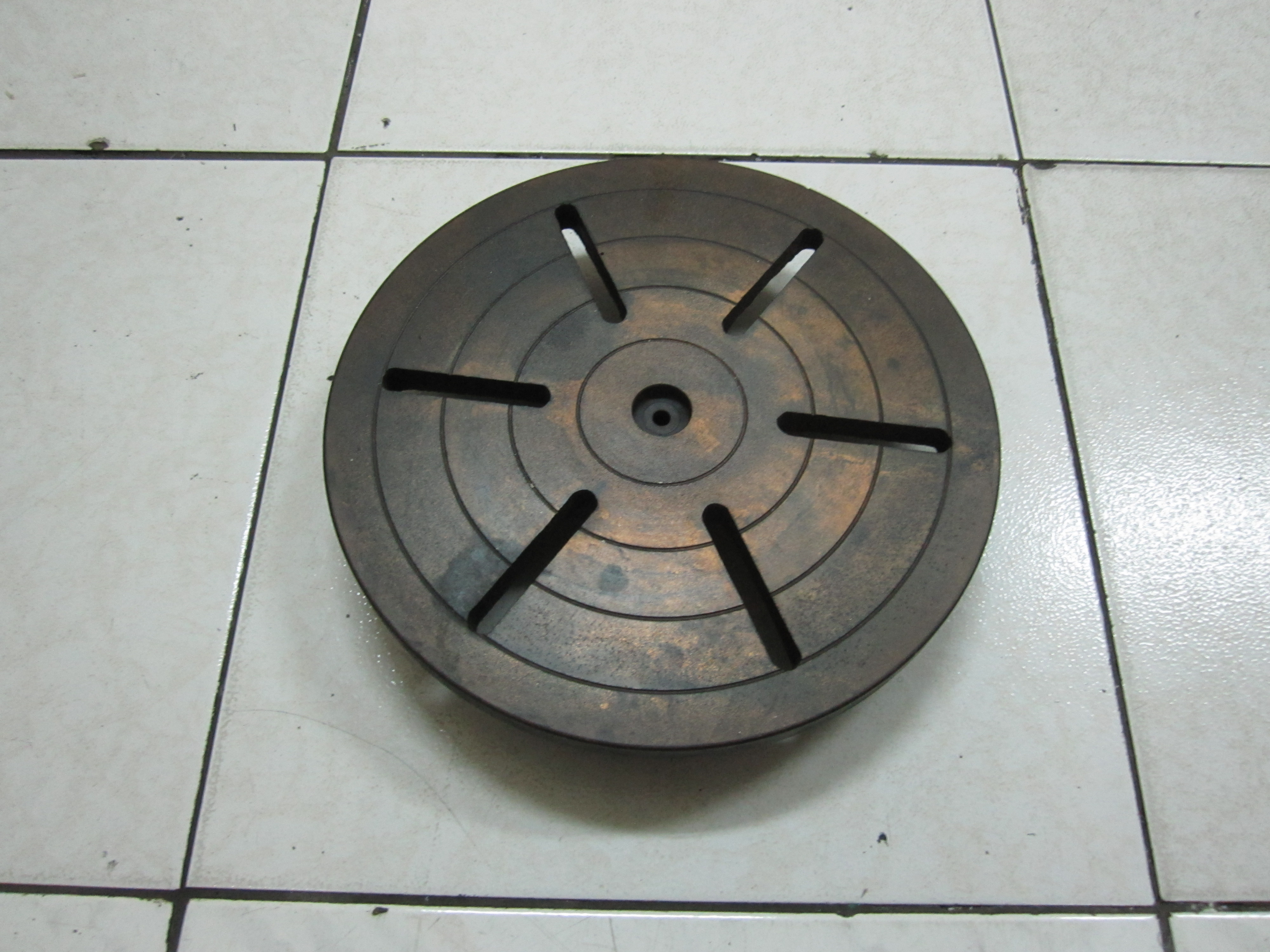
花盤

花盤，又稱面盤，是車床的基本夾具附件。花盘用於木材或金屬車削車床，是圓形金屬（通常是鑄鐵）板，有很多放射狀或不規則的平行細長溝。其作用是裝置較大或不規則形狀工作物之搪孔、鑽孔工序、用其他方法無法夾持加工之工作物。
花盤可在幾方面附連到車床。最常見的是一個線程和一個精確的錐形排列或螺紋螺栓和一個圓形凹槽嵌合在主軸的端部的凸緣。日益普遍的是凸輪鎖佈置，其中形螺栓和凸輪更換的螺栓用於與其它配件，如花盤的快速交換三個或四個凸輪卡盤 。
花盤可能看起來是一個通過精密夾頭取代的原始附件，但其固有的靈活性（幾乎任何形狀都可以附加到與護理和右固定件的面板），及通過小心建立實現非常準確的可能性使其成為必不可少精良車床的裝備。
對於某些工序，花盤可以暫時或以特殊的方式被運用，可被加工或適應困難的工件夾具的工作。例如：可以是附著薄片金屬以一個木製面板用木螺釘，使打孔的孔，用該工具切入所述犧牲面板材料。

## 外部連結
- "Locating Faceplate for your Lathe." Popular Mechanics, December 1954, pp. 203–205.